# Onthophagus rougonorum
Onthophagus rougonorum är en skalbaggsart som beskrevs av Yves Cambefort 1984. Onthophagus rougonorum ingår i släktet Onthophagus och familjen bladhorningar. Inga underarter finns listade i Catalogue of Life.